# Légumine
Les légumines sont des protéines végétales de réserve de la famille des globulines. Appelées aussi globulines 11S, elles sont présentes notamment dans les graines de certaines légumineuses (arachide, fève, haricot, pois, soja, etc.). 